# Hori II (vizir)
Pour les articles homonymes, voir Hori et Hori II.
Hori II, est un vizir de la XIXe dynastie, d'abord de la Basse-Égypte, puis de la Haute-Égypte sous le règne de Mérenptah. Il a servi pendant le règne des pharaons Séthi  II, Siptah, Taousert, Sethnakht et Ramsès III.
Il est attesté sur une stèle provenant de Memphis.

## Famille
Hori II est le fils de Hori Ier et petit-fils du prince Khâemouaset, lui-même fils cadet de Ramsès II.
Peu d'informations nous sont parvenues sur sa mère à part son nom, Teka. Hori Ier et Teka eurent cinq autres enfants dont les noms nous sont parvenus : Ourkherephemout, Kama, Taimet, Mérytptah et Tabes.

## Biographie
Hori sert comme vizir, du règne de Séthi II jusqu'à la 16e année de Ramsès III. Il succède dans cet office au vizir Paraemheb puis remplacé par le vizir To au cours de l'an 16 du règne du pharaon Ramsès III. Il se peut qu'un autre vizir, peut-être du nord de l'Égypte et nommé Heouernef, a également succédé à Hori sous le règne de Ramsès III, mais cela dépend de la lecture d'un texte court et peu clair écrit sur un ostracon de Deir el-Médineh  qui se trouve aujourd'hui au Musée national d'archéologie de Florence (inv. no 2619).